# Svatá
Svatá (en allemand : Swata, précédemment : Heiligenberg) est une commune du district de Beroun, dans la région de Bohême-Centrale, en Tchéquie. Sa population s'élevait à 523 habitants en 2020.

## Géographie
Svatá se trouve à 9 km au nord-est de Žebrák, à 10 km à l'ouest-sud-ouest de Beroun et à 38 km à l'ouest-sud-ouest de Prague.
La commune est limitée par Hudlice au nord, par Trubská et Trubín à l'est, par Zdice et Hředle au sud, et par Broumy à l'ouest.

## Histoire
La première mention écrite de la localité date de 1553.